# 1858 Лобачевски
1858 Лобачевски (енгл. 1858 Lobachevskij) је астероид главног астероидног појаса чија средња удаљеност од Сунца износи 2,698 астрономских јединица (АЈ).
Апсолутна магнитуда астероида је 11,5.